# Masia Turigues
Masia Turigues és una masia de Santa Maria d'Oló (Moianès) inclosa a l'Inventari del Patrimoni Arquitectònic de Catalunya.

## Descripció
L'estructura principal és un cos rectangular, amb coberta a doble vessant i amb el carener paral·lel a la façana. Té altres cossos més petits afegits que li donen una planta irregular, però que no desentonen amb el conjunt. El recinte del mas és tancat per coberts i pallers, quedant un barri amb accés per dos costats. El portal d'accés al mas és rectangular, configurat per grans carreus de pedra picada. Les finestres també son adovellades amb pedra picada. La resta del material construïdes a base de pedra petita, de mida molt irregular.
Al cantó de ponent hi ha adossada una capella, amb campanar d'espadanya. La coberta de la capella fa de terrat a l'habitació.

## Història
El topònim "Turigues" no surt citat ni al fogatge de 1515 ni al de 1553. Probablement és del segle xvii. Les inscripcions que es conserven a les llindes de la casa són del segle xviii (1747 a un portal interior). El mas estava situat al peu del camí de Moià a Oristà, passant per Oló i les dues entrades que té el barri responen a aquesta situació. La capelleta, sota advocació a la Mare de Déu del Roser, es troba en molt mal estat i té uns usos que no tenen res a veure amb el culte.